# Tetování

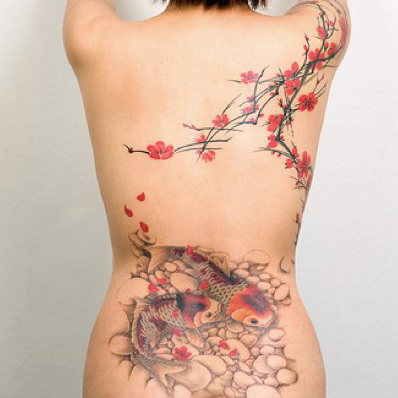
Moderní tetování

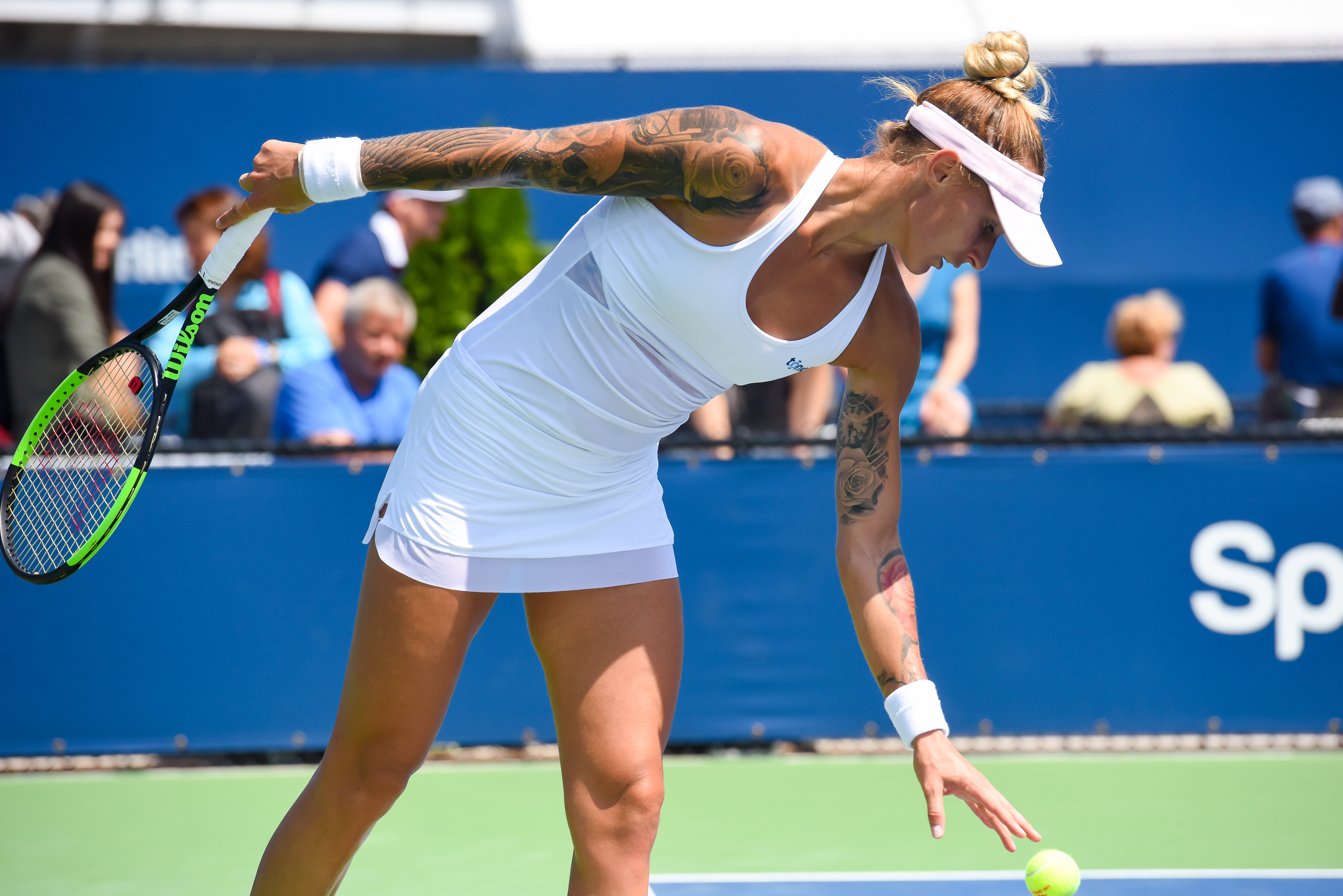
Slovinská profesionální tenistka Polona Hercogová má mezi světovými tenistkami nejvíce potetované paže (2017)

Tetování (slang./hov. kérka) je určitý druh kresby, při které jsou pomocí tetovací jehly nebo tetovací pistole vpichovány částečky inkoustu nebo jiného barviva pod kůži živočicha. V odborné terminologii jde o tzv. mikro-pigmentovou implantaci. Tetování samotné pak provádí tatér (slang. kérkař) v tetovacím studiu. Tetování je jednou z nejznámějších forem uměleckého zkrášlování těla.

## Etymologie
Původ slova tetování se obvykle odvozuje od tahitského slova tatau, což znamená označovat, samojského tautau, tedy kreslit nebo malajského tatu, tedy výraz pro ránu (dá se použít i slovo zraněný), význam již odkazuje na prapůvodní metody nanášení kresby. V japonštině se pro pojmenování tradičních metod vytváření obrazů na kůži používá slovo irezumi a člověka, který toto provádí nazýváme Horishi. Pro metody jiného než japonského původu se používá slovo tetování, v angličtině se nejčastěji setkáme s výrazem tattoo.
Slovo "kérka" (kérovat znamená tetovat) je odvozeno z romštiny.

## Rozšíření
Tetování se stalo velmi oblíbeným v posledních desetiletích v mnohých částech světa, především pak v Severní Americe, Japonsku a v Evropě. V těchto zemích profesionální tatéři povýšili své výtvory na umělecká díla a povznesli tetování na seriózní a všeobecně uznávané umění. Důvodem, proč se tetování stalo formou zkrášlování těla poměrně brzy,[kdy?] je fakt, že se dnes,[kdy?] na rozdíl od předchozích generací, lidé cítí mnohem svobodnější, a volí tento druh zkrášlení sebe sama. Tetování se stalo běžnou součástí image filmových hvězd, populárních hudebníků, či sportovců. V tradičních kulturách jako je např. Japonsko, Čína, Korea, je avšak stále na tetování nahlíženo velice rozporuplně, až negativně (např. budoucí kariéra; práce ve veřejné sféře; vstup na veřejné koupaliště; člen mafie; kriminální minulost etc.). V rámci tradičních nebo domorodých kultur vyjadřuje tetování úctu ke svým kořenům a zvykům (viz Maorové, Nový Zéland), není zde vyjádřením vnitřního vzdoru.

## Historie

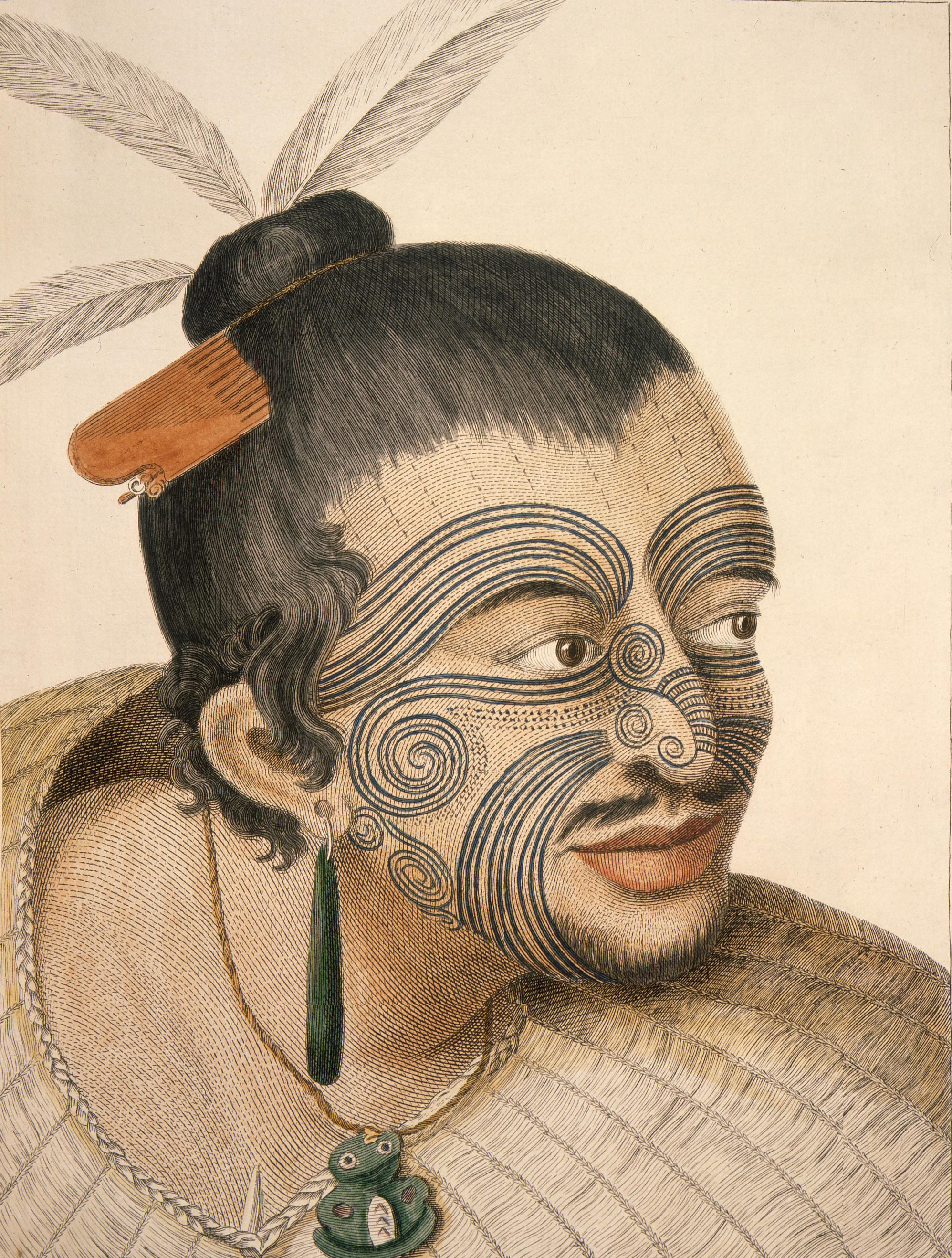
Moko tetování maorského náčelníka tak, jak jej viděl Cook a jeho posádka

### Historické rozšíření
Tetování má dlouhou tradici v různých částech světa. Původní obyvatelé Japonska Ainové se věnovali především tetování tváře, a to u žen i u mužů. Tetování trupu, rukou a končetin geometrickými motivy bylo velice rozšířené v oblasti Jihovýchodní Asie, zejména na Filipínách, Sulawsi a Borneu. Velmi rozšířené a propracované umění tetování se rozvinulo v Polynésii, především na Samoi, Markézech, Havaji a Novém Zélandu i na mikronéském souostroví Kiribati. Vyskytovaly se geometrické ornamenty i figurální motivy, Maorové z Nového Zélandu vynikali v tetování obličeje spirálovitými ornamenty. Nástroje k tetování se vyráběly z rostlinných trnů nebo ze zubů žraloka, barvivo se připravovalo ze sazí.
Původní obyvatelé Ameriky se tetovali méně, obvyklé bylo spíš malování těla, které není trvalé. Nejvíc se tetovali indiáni Severozápadního pobřeží Kanady a Aljašky, zejména Haidové, kteří si zdobili hruď a ruce obrazy totemových zvířat. Tetovali se indiáni z jihovýchodu Spojených států včetně Kríků, Timukuú a Načezů, a to i z léčebných důvodů nebo aby se ochránili před démony. Ve Střední Americe si Mayové vedle tetování a malování těla oblíbili i jiné tělesné deformace včetně umělé šilhavosti. Z amazonských indiánů se nejvíc tetovali Tupinambové a Mundurukúové, ostatní kmeny dávají přednost malování červeným barvivem urucú nebo tmavě modrým, nesmyvatelným ganipapo, které vydrží na kůži i několik měsíců. Kaďuveové s pomocí genipapového barviva vytvářeli jemné a nesmírně propracované symetrické ornamenty na obličejích, velmi podobné tetování.
V Africe byla rozšířena spíše skarifikace, neboli umělé vytváření jizev, s ohledem na barvu pleti Afričanů lépe viditelná než pravé tetování, Tetování bylo známo od nejstarších dob ve Vietnamu a později v Číně, kde bylo ale spojené s označováním trestanců.
Není známo, zda starověcí obyvatelé Skotska, Piktové a britští Keltové praktikovali tetování nebo pouze malování těla modrým barvivem z borytu barvířského. Tetování bylo běžné i u určitých náboženských skupin ve starověku v oblasti Středomoří, například u uctívačů bohyně Kybelé, což pravděpodobně vedlo k zákazu tohoto zvyku ve Starém Zákoně.

### Tetování vpravěku
Tetování bylo zvykem v Eurasii od neolitu. Poukazuje na to i mumifikované tělo Ötziho nalezené v Alpách, jehož stáří se odhaduje na 5 300 let. Tento neolitický člověk měl na svém těle speciální terapeutické tetování – malé paralelní čáry na nohou (může souviset s akupunkturou). Potetované byly i tři mumie nalezené v permafrostu pohoří Altaj. Jejich tetování zahrnovala obrázky zvířat, která byla zobrazena pomocí křivek. Tetování Pazyrského muže, jenž byl tetovaný kolem páteře, byla tvořena velkým počtem malých teček.

### Tetování ve starověku a středověku
Ve starověké a středověké Číně bylo považováno za barbarské a někdy, stejně jako ve středověkém Japonsku, sloužilo k označování zločinců, podobně jako v Evropě cejchování. V klasickém Řecku bylo běžné jen mezi otroky. V době antického Říma bylo tetování používáno k označování vojáků (proti dezerci) a otroků. Pod vlivem křesťanství tetování zakázal postupně Konstantin I. Veliký a Druhý nikajský koncil jako pohanské.

### Znovuobjevení tetování
Evropané znovuobjevili tetování okolo roku 1770 v době dobývání jižního Pacifiku kapitánem Jamesem Cookem. Až do první světové války byli průkopníky v tetování námořníci.
Za druhé světové války bylo tetování používáno v koncentračních táborech.

### Současné tetování
V současnosti je tetování populárnější než kdykoli předtím. Přestalo být stigmatem a stalo se módou. Statistické údaje ukazují, že až 1 ze sedmi obyvatel USA na přelomu tisíciletí měl jedno nebo více tetování. Do roku 2015 vzrostl podíl na necelých 30 procent. 

## Aplikace tetování

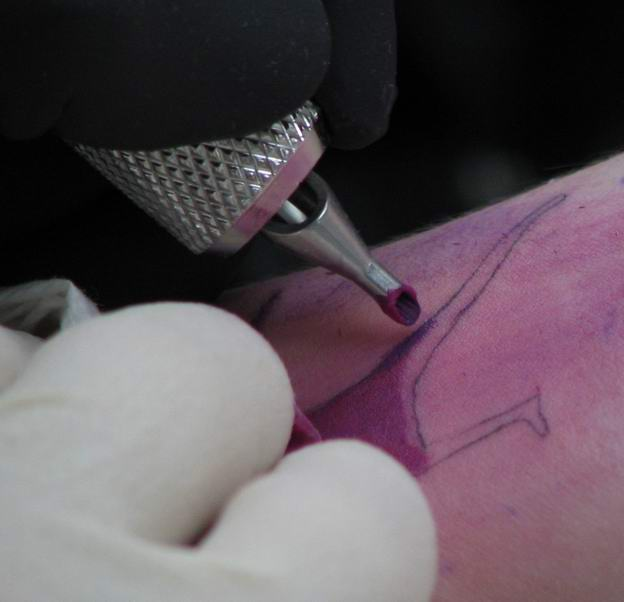
Použití moderního tetovacího přístroje

Za pomocí jehly se pod kůži vpichuje barvivo. Tetování se provádí tetovacím strojkem, do kterého se vloží jehla a elektromagnet ji uvnitř strojku rozkmitá (pohyb nahoru a dolů). Při tetování tatér průběžně jehlu namáčí do kalíšku s barvou. Vpichuje se do vrchní vrstvy kůže u některých jedinců i 5 mm hluboko. Profesionálové používají na tetování barviva v souladu s Evropskými normami a s patřičnými atesty, jejichž splnění zajistí minimální riziko alergických reakcí v podobě vypuzení částí barviva z kůže nebo hnisání. Před tetováním tatér místo očistí desinfekcí a nasadí si jednorázové rukavice. Během tetování stírá zbytky barvy, které se nedostaly pod kůži, papírovým ubrouskem. Po dokončení práce se tetování zakryje fólií.

## Druhy tetování

### Stálé tetování
Nejběžnějším druhem tetování je tetování permanentní. Když jde o stálé tetování, je důležité dobře se rozhodnout, jaký motiv člověk doopravdy chce. Tetování je pro každého určitým symbolem, vyjádřením vlastní individuality. Proto vše, co si člověk nechá zobrazit na svém těle, by ho mělo alespoň zčásti charakterizovat. Ženy a děvčata si nejčastěji nechávají tetovat různé ornamenty, květy nebo zvířata.
Nejčastějším místem je lopatka, okolí pupíku, bedra zad. Muži a chlapci si zase pro místo tetování nejčastěji vybírají ramena nebo záda. Bolest, kterou tetovaný při proceduře pociťuje, vnímá každý člověk jinak. Většinou jde o pocit pálení či svědění. Nejhorší jsou první minuty, potom se díky endorfinům stává tetování snesitelnějším. Nejvíc bolí tetování na spodní části zad, vnitřní části paží a stehen, krku nebo prstech. Vyskytuje se i tetování na genitáliích.
Umístění tetování je poměrně důležité, je třeba si uvědomit, že tetování není krátkodobá záležitost, a to co se líbí dnes, nemusí se líbit o několik let později. Lidé by si měli uvědomit, že v budoucnosti jim tetování může vadit v práci, při výběru oblečení, ale také s postupným přibýváním věku. Tetovaní lidé jsou stále někdy považováni za pochybné existence, hlavně starší lidé mají vůči potetovaným předsudky. Je proto nanejvýš vhodné, aby člověk uvážil všechna pro a proti a dobře si rozmyslel, jaký druh a rozměr tetování si vybere a na jaké místo na těle si jej nechá umístit.
Nejvhodnější je dát se tetovat na podzim, v zimě nebo na jaře. Léto se nedoporučuje, protože místo se hůře hojí. Kvůli častějšímu pocení se místo může zanítit a vzniknout infekce. Také se nedoporučuje konzumace alkoholu v období jednoho dne před a po aplikaci tetování. To stejné platí pro léky proti bolesti a kávu, jelikož zvyšují krevní tlak a ředí krev, proto by mohly způsobit silnější krvácení. Permanentní tetování po dovršení 14 let nový občanský zákoník nevylučuje § 100; (2), musí však být se souhlasem rodičů nebo soudu. 

### Mehndi, tetování hennou
Umění Mehndi je rozšířené nejvíce ve východní a severní Africe a v Asii. Jde o aplikaci různých složitých vzorů, hlavně na ruce a nohy. Tyto vzory jsou kreslené rukou pomocí tetovací pasty, ve které je hlavní složkou prášek z rostliny henna. [zdroj?]  Tetování hennou se stává stále populárnějším. Tetování vydrží jen několik dní, případně týdnů a je zcela bezbolestné.

## Permanentní make-up
Permanentní make-up je vlastně tetování, které zvýrazňuje obočí, rty nebo oči. Taktéž sem patří i vytvoření mateřského znaménka, tzv. znaménka krásy. Ženy s takovým tetováním se nemusí každý den malovat, musí se však o svoje tetování speciálně starat a nepřekrývat ho klasickým make-upem. Takový make-up vydrží 3 až 5 let.

## Rizika tetování
Permanentní tetování s sebou vždy přináší i určitý druh rizika. Takovým rizikem může být např. infekce, alergie, stresová nebo fóbická reakce. Tato rizika jsou ve značné míře redukovaná používáním rukavic a sterilních jehel.

### Bolest při tetování
Bolest při tetování je individuální záležitost a záleží na více faktorech. Co je pro někoho příjemné šimrání, může být pro druhého nesnesitelná bolest. 
Pocitově by se dal samotný proces přirovnat k bodání špendlíkem spojeného s mravenčením. Problém ale je v tom, že při tetování je potřeba dostat inkoust pod kůži a nikoliv na ni. Tetovací strojek se tak desítkami vpichů za sebou snaží inkoust umístit do správné vrstvy. To může být trochu nepříjemné, protože tatér musí neustále bodat do stejného místa, aby měl požadovaný obrázek jasné barvy. Pokud navíc tatér dělá tetování, které obsahuje např. stínování, používá strojky, které obsahují jehel více, což člověk samozřejmě také pocítí.
Obecně však bolest při tetování závisí primárně na jeho umístění, velikosti vzoru a na citlivosti a aktuálním stavu tetovaného. Místa na těle, která mají nejvíce nervových zakončení, nebo je na nich tenká vrstva kůže, jako je např. hrudník, páteř, kotníky, lopatky, nárty, genitálie, jsou cítit nejvíce. Naopak místa jako jsou stehna, nebo ramena, by pro většinu lidí neměl být problém. 
Velikost vzoru je dalším faktorem, který ovlivňuje, jak moc samotné tetování bude bolet. Pokud si člověk nechá vytetovat středně velký nápis na rameno, který není graficky příliš komplikovaný a zabere pouze pár desítek minut, pravděpodobně to velký problém nebude. Pokud si ale nechá na hrudník vytetovat komplikovanější obrázek, jako je portrét, pak už bude bolest o dost intenzivnější. Tatéři s tím počítají a proto většinou velké tetování rozkouskují do několika sezení, aby si dotyčný mohl odpočinout, nabrat nové síly a tetování se zatím mohlo částečně zahojit. O několik týdnů později pak pokračují tam, kde přestali.
Poslední důležitým faktorem je stav samotného zákazníka. Pokud dotyčný přijde na tetování nevyspalý, po nějaké párty, nebo např. ještě opilý, celý proces se tím dost komplikuje. Unavený člověk hůře snáší bolest, alkohol navíc ředí krev, takže tetování pak více krvácí a navíc opilý člověk má tendenci se více vrtět, což ztěžuje práci tatérovi, který pak snadno udělá chybu.

### Nemoci
Pokud přijdou tetovací nástroje do kontaktu s krví nebo tělesnými tekutinami, vzniká riziko přenosu nakažlivé nemoci při jejich dalším použití bez sterilizování. Toto riziko je největší ve vězeních, a to kvůli tomu, že se zde tetuje bez oficiálního povolení a samotný akt tetování není vykonávaný za speciálních hygienických podmínek. Častý je přenos hepatitidy a HIV. V renomovaných tetovacích salónech jsou používané jednorázové jehly pro každého klienta zvlášť a nástroje se sterilizují po každém použití. Riziko se ještě snižuje, když tatér používá latexové rukavice, často si myje ruce a nezanedbává pravidelné čištění a sterilizaci prostorů, ve kterých tetuje.
Barevné tetovací pigmenty mohou být toxické (např. červená barva může obsahovat rtuť) a existují odůvodněné obavy z rizika onemocnění rakovinou. Zvýšené riziko rakoviny bylo výzkumem potvrzeno. Barvivo migruje i do těla, takže souvisí nejen s rakovinou kůže.

### Alergické reakce
Alergické reakce na tetovací barviva se objevují zřídka, častěji se vyskytují alergické reakce jen na určité značky červeného a zeleného barviva. Osoby, které jsou citlivé nebo alergické na jisté kovy, mohou reagovat na barviva v kůži tím, že z tetovaného místa začne vytékat čirá kapalina nazývaná sebum. Taktéž lidé, kteří vědí o své alergii na zelené mýdlo, by na to měli tatéra upozornit. Tetovaná oblast je čištěna ještě před zahájením tetování, při kterém se mohou částečky zeleného mýdla dostat do kontaktu s tělními tekutinami. To může vyvolat alergickou reakci a následné zčervenání daného místa. To je pouze dočasné, ale může být velmi nepříjemné. Tatér by měl být také předem obeznámen s případnou alergií na latex.

### Infekce
Nebezpečí nákazy v tetovacím salónu může být redukováno několika opatřeními. Prostory tetovacího salónu by měly být udržované v čistotě, také by měla být zachována sterilita prostředí. V salónu by mělo být dostupné umývadlo s teplou vodou a mýdlem. Tatér by měl při práci používat latexové rukavice a dodržovat hygienické návyky. Podlaha a prostory, ve kterých se tetuje, by se měly pravidelně čistit dezinfekčními prostředky.

## Péče o tetování
Každé nové tetování je vlastně zranění, o které je potřeba se vhodně starat. Bezprostředně poté, co bylo tetování dokončeno, je potřeba tetované místo zakrýt potravinovou fólií a zabránit tak vytékání tělních tekutin. Někteří tatéři doporučují tuto fólii po několika hodinách sundat, a potom jemně umývat danou oblast vlažnou vodou. Japonci však tetování namáčejí v horké vodě, aby ho tak vyčistili. Jak se na světě rozvíjelo tetování, rozvíjely se i kosmetické a farmaceutické produkty, které se používají pro následnou péči. Tyto produkty jsou bezpečné, účinné, a dermatologicky testované. Většina tatérů je svým zákazníkům doporučuje a také prodává.

## Účel tetování, předsudky vůči tetování

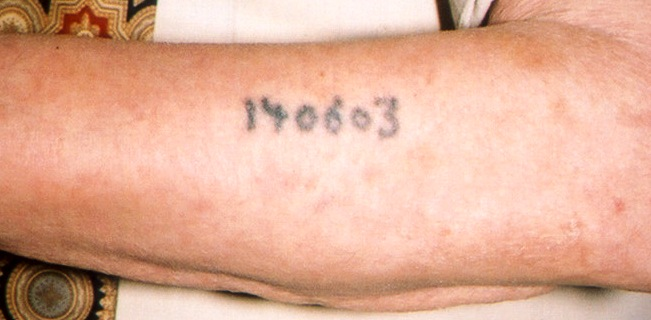
Tetování k identifikaci Židů v koncentračním táboře Auschwitz

### Účel tetování
V dnešní době se lidé rozhodují pro tetování z estetických, kosmetických nebo náboženských důvodů, případně chtějí vyjádřit příslušnost k určité skupině.
Někteří maorští muži ještě stále dodržují starodávné tradice a jejich tvář zdobí složité tetování, tzv. moko. Moko se též využívalo i jako rodový zápis se záznamem událostí v životě, jejich úspěchy i neúspěchy se zapisovaly i na těla potomků. Lidé byli taktéž násilně tetováni z rozličných důvodů. Nejznámější systém tetování používaný pro identifikaci Židů v koncentračních táborech v čase holokaustu (v jidiš někdy nazývané ka-cetnik). Evropští námořníci byli známí vyobrazením symbolu ukřižování Krista na zádech. Chtěli tak předejít bičování jako trestu na dlouhých zámořských cestách.
Tetovaná jsou taktéž i některá zvířata, avšak jen velmi zřídka z dekorativních důvodů. Tetování zvířat jsou prováděna veterináři a zvířatům jsou předtím podána anestetika, aby se tak předešlo bolesti.

### Předsudky vůči tetování
Někteří zaměstnavatelé mají nepříznivý názor na potetované zaměstnance a jejich tetování považují za součást neprofesionálního vzhledu. Tetování proto může člověku výrazně zkomplikovat šanci na dobrou kariéru v některých oborech. Obzvláště když jsou umístěna na místech nekrytých oděvem, jako jsou např. ruce nebo krk. U některých lidí vyvolává tetování i přes svou rostoucí popularitu stále negativní pocity a v mysli veřejnosti je obyčejně spjato s kriminalitou. Proto ti, kteří se rozhodli pro tetování v takových zemích, jej obvykle schovávají pod oblečením ze strachu z reakce okolí. V Japonsku na mnohých veřejných prostranstvích, jako jsou např. koupaliště, tělocvičny nebo rekreační zařízení, stále platí zákaz vstupu pro lidi s tetováním. Je to způsobené i tím, že v myslích Japonců je tetování stále spojené s japonskou mafií – jakuzou.

## Metody odstranění tetování
Metod odstranění tetování je mnoho - zbroušení (nebo častěji nazývaný jako výbrus), cover up (překrytí tetování jiným tetováním). Další metodou, avšak ne již tolik populární, je odstranění tetování chirurgickým zákrokem. Zákrok probíhá v lokální anestezii a dochází k vyříznutí tetování skalpelem. Nevýhodou metody zbroušení a metody odstranění chirurgickým zákrokem je vznik jizev na místě původního tetování. Dalšími metodami odstranění tetování jsou metody laserového odstranění tetování - buď alexandritovým, nebo Nd:YAG lasery. Výhody těchto depigmentačních laserů jsou nesporné - pigment je rozstřelován laserovým paprskem a tělo pak následně tento narušený pigment pohltí.
V dnešní době bývá upřednostňováno odstranění tetování především Q-switch Nd:YAG lasery, které patří mezi tzv. zlatý standard pro laserové odstranění tetování. Dokáže účinně odstranit černé, tmavě modré i některé typy barevných tetování. Alexandritové a rubínové lasery nejsou pro odstranění tetování již příliš vhodné, protože díky vyšší délce pulzu vzniká na pokožce nadměrné tepelné poškození, se kterým je spojen vznik hypopigmentace a jizev. Erbiové či CO2 lasery nelze doporučit nikdy a to především z důvodu vzniku permanentního zjizvení ošetřené oblasti. V případě odstranění tetování je také nutné dodržovat řádnou následnou péči o ošetřenou oblast a další omezení podobně jako po aplikaci nové tetováže.
Na černé odstíny reaguje nejlépe a k pokožce nejšetrněji vlnová délka 1064 nm Nd:YAG laseru. Na tento barevný pigment reaguje poměrně dobře také vlnová délka 755 nm alexandritového laseru či 694 nm, kterou používají rubínové lasery, kde se však vyskytuje vyšší riziko vzniku nežádoucích účinků. Červené a růžové odstíny lze odstranit velmi dobře vlnovou délkou 532 nm. Pro odstranění zelených odstínů je určena výhradně vlnová délka 660 nm, kterou disponuje pouze laser Pastelle. Světle modré tetováže lze odstranit za pomoci hlavice s filterem o vlnové délce 585 nm, kterou disponují lasery Pastelle a Spectra.

## Galerie

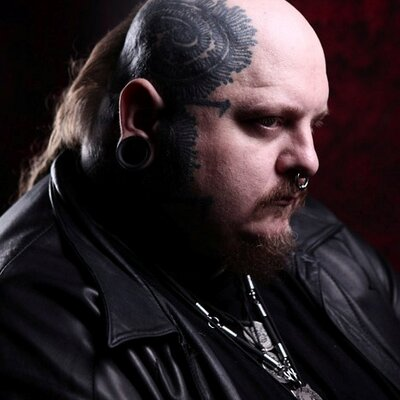
Paul Booth, americký tatér
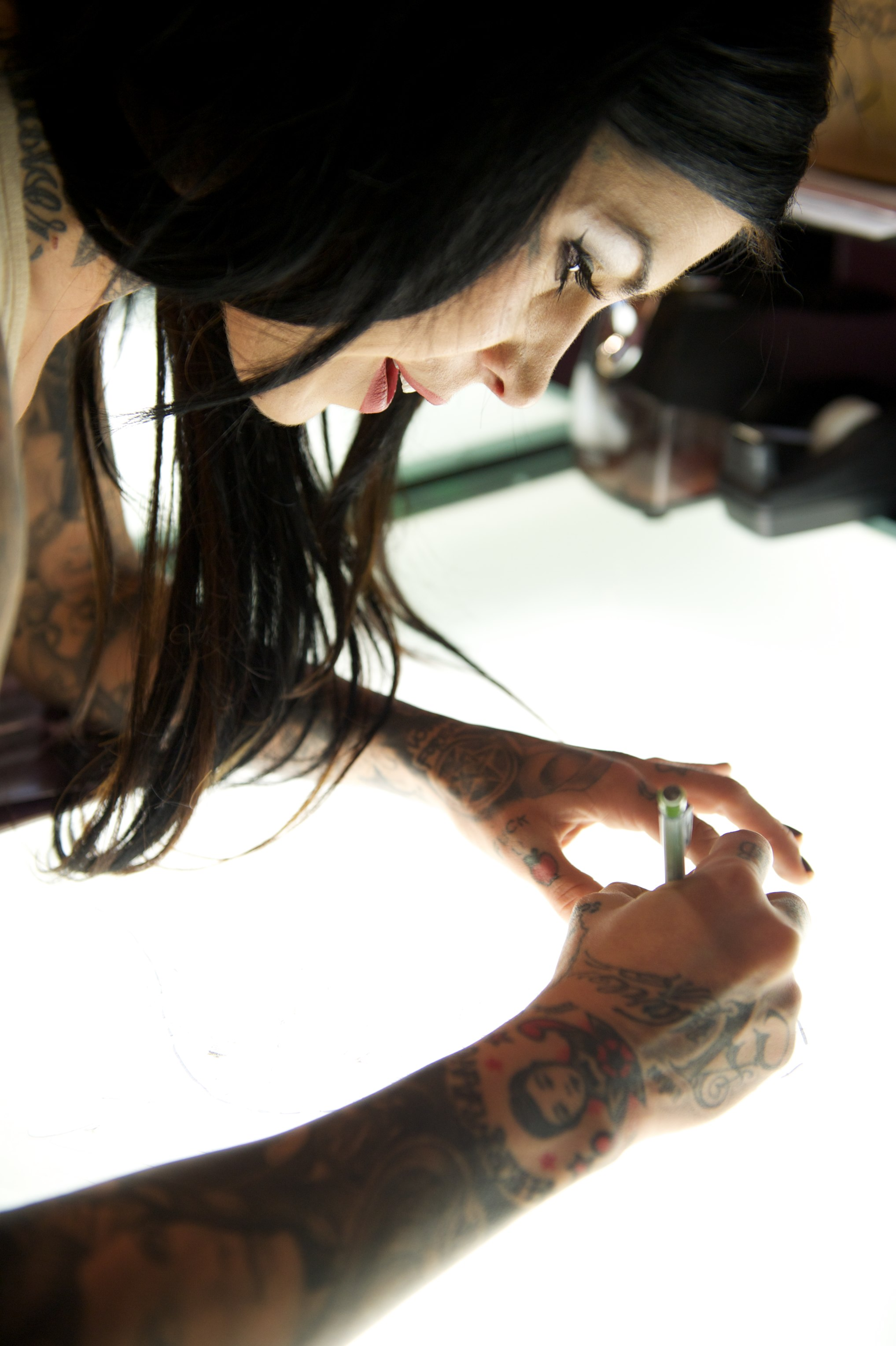
Kat Von D, americká tatérka
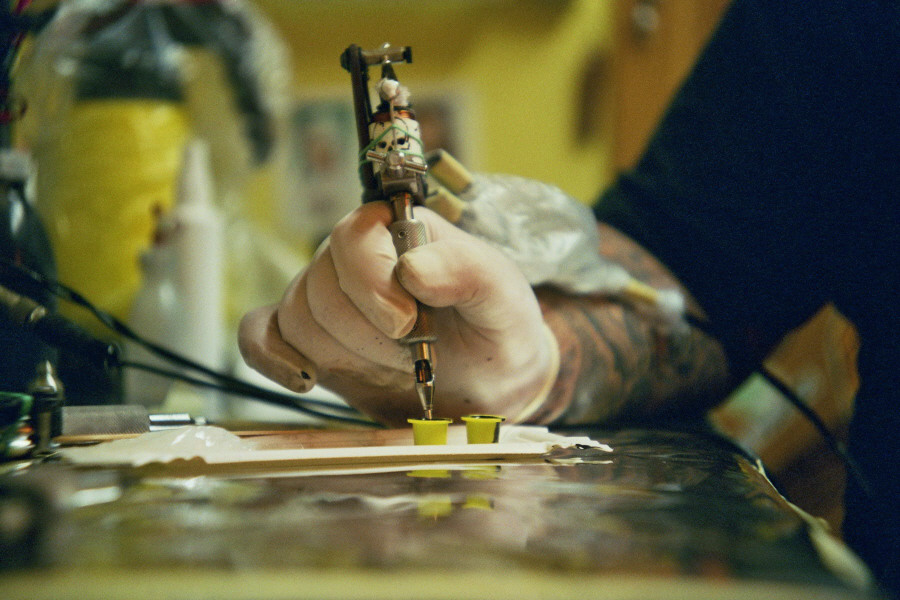
Tetovací pistole
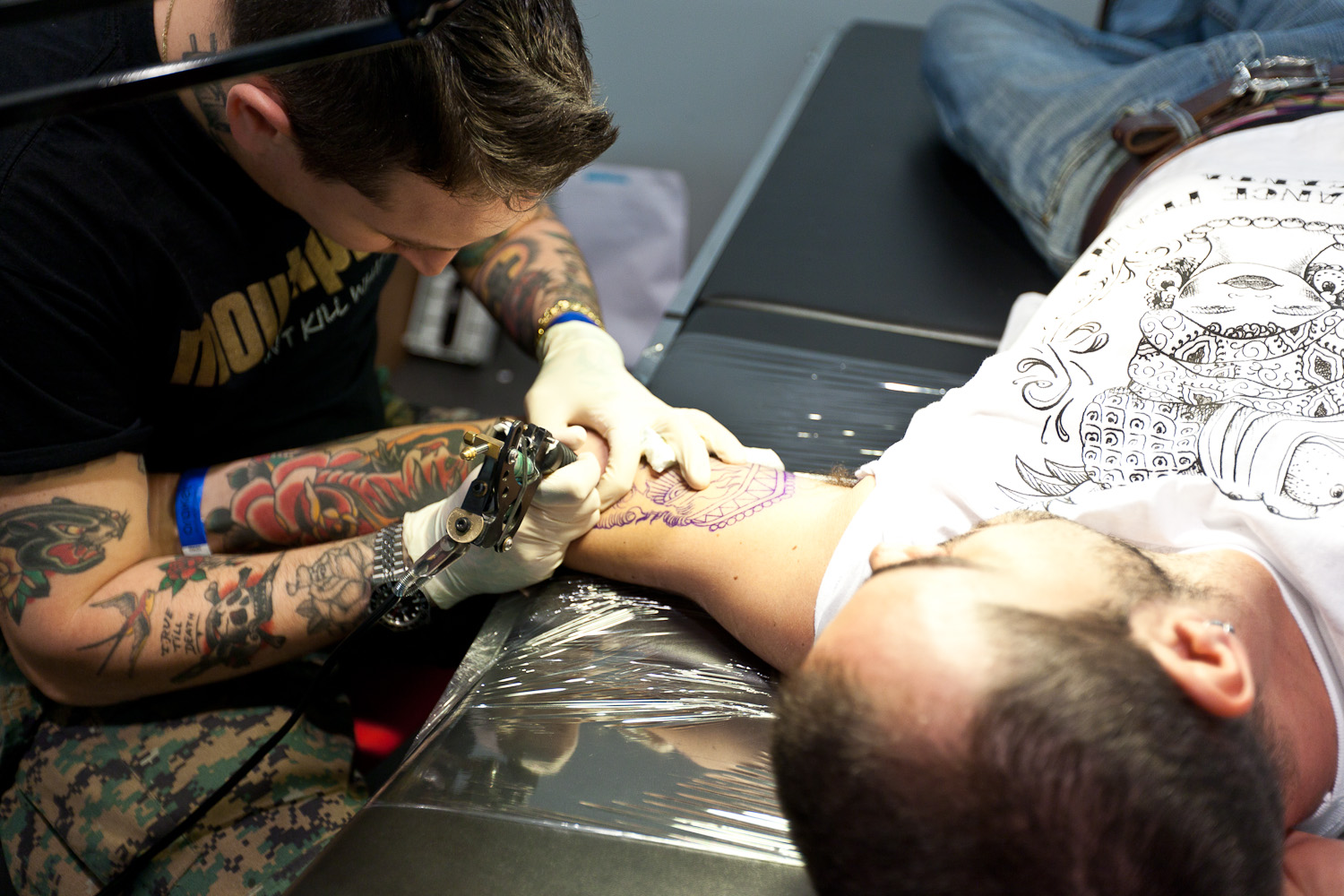
Proces tetování levé ruky
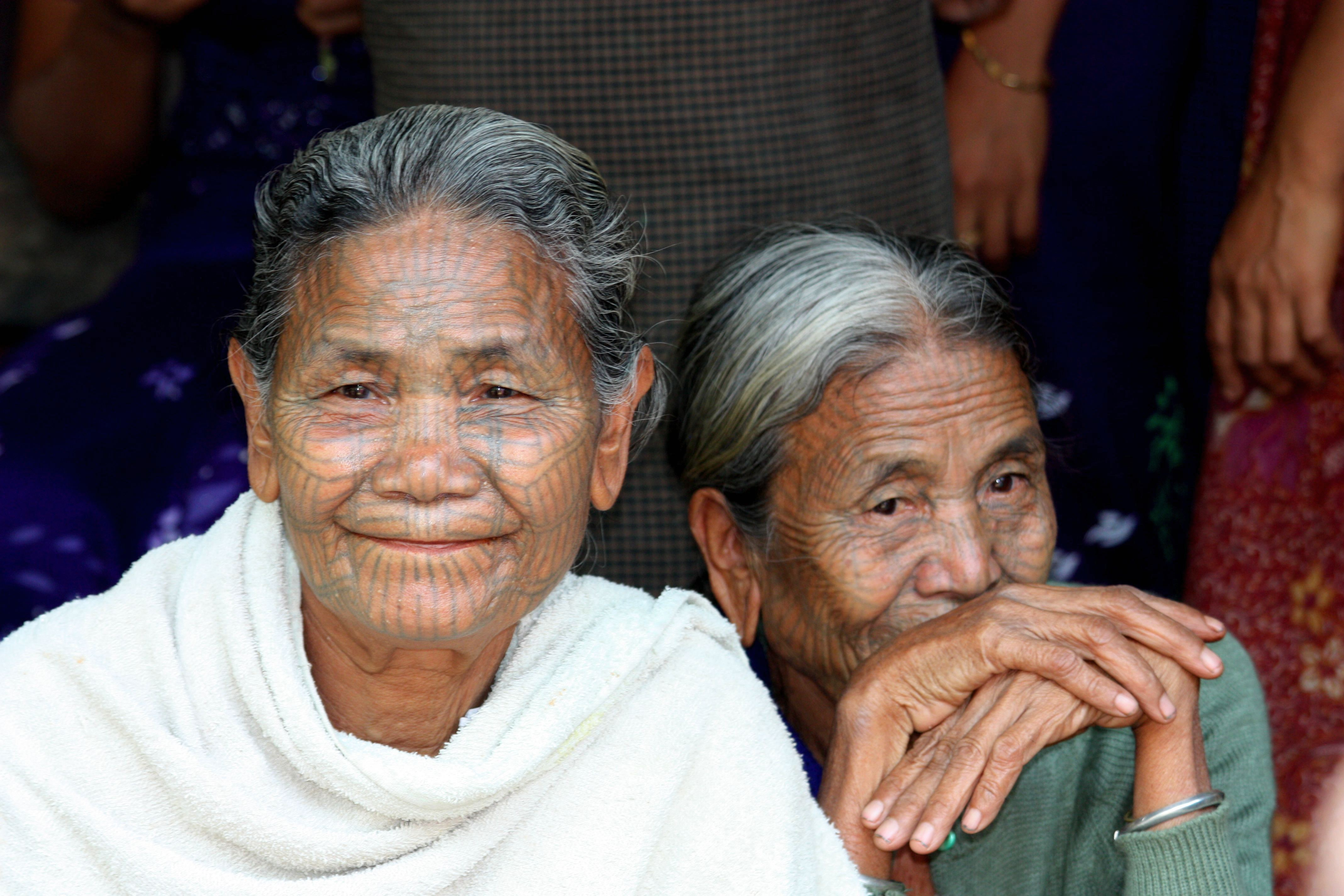
Potetované obličeje (Asie)
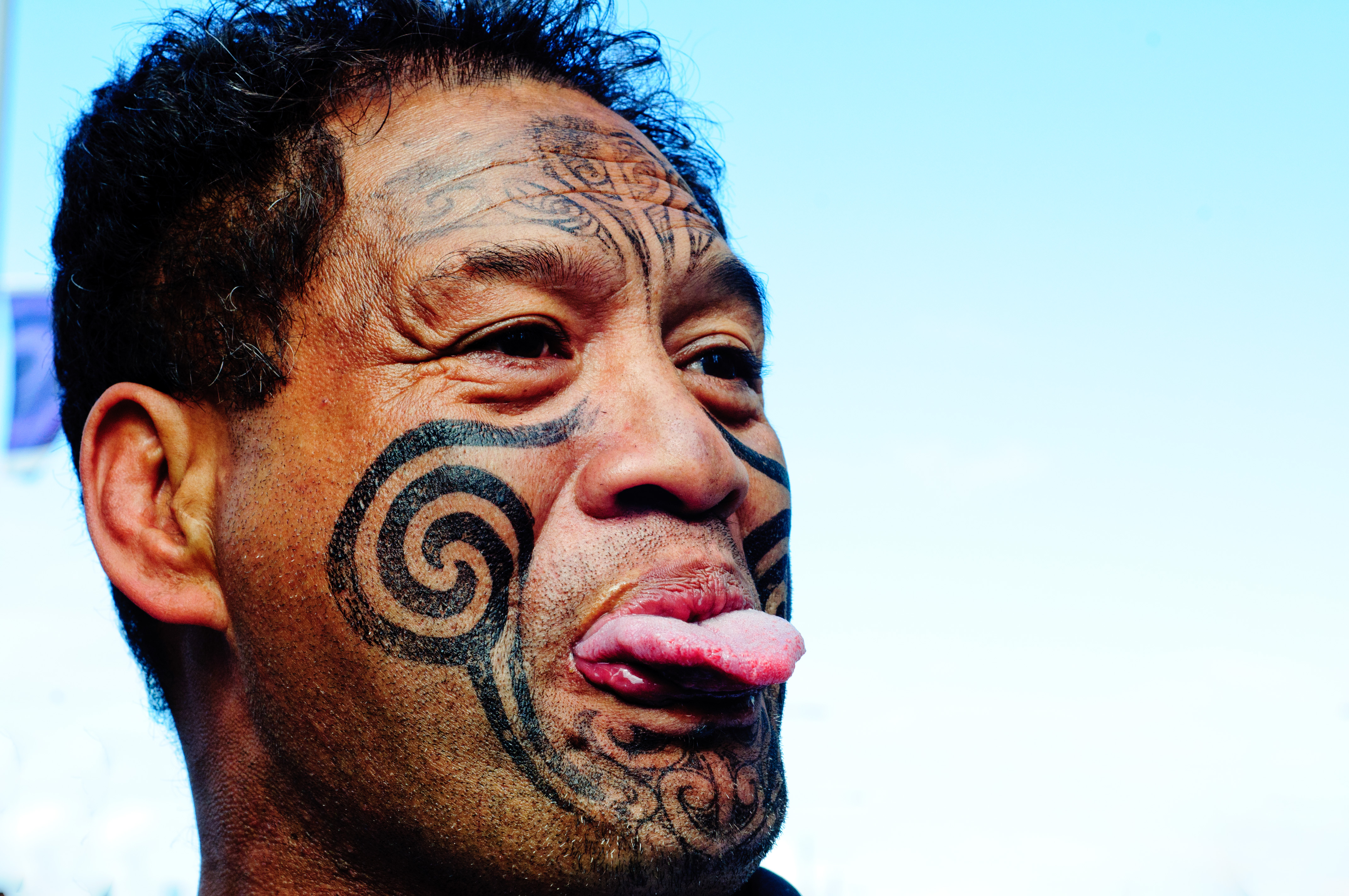
Tetování (Maorové)
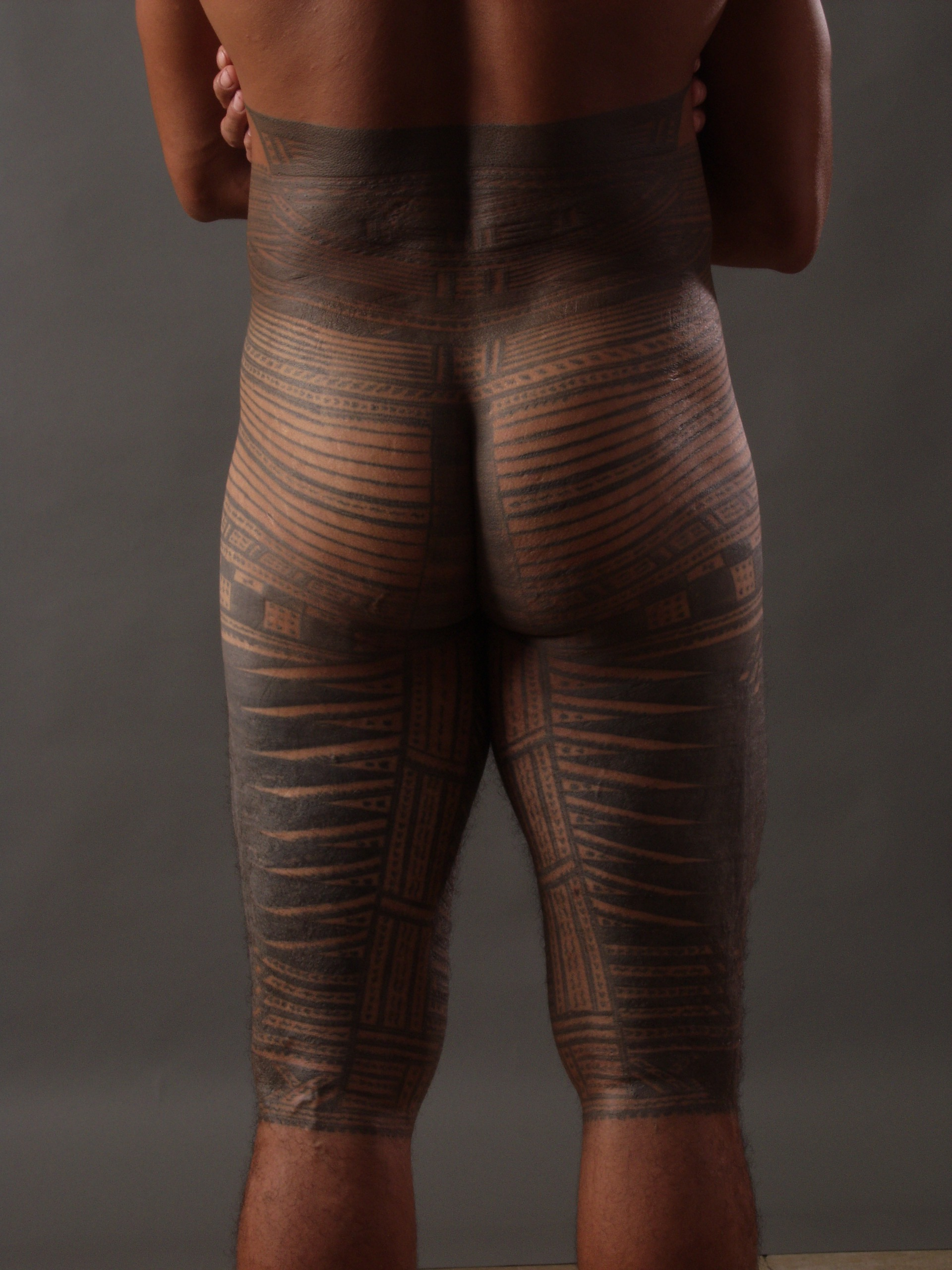
Tetování (Samoa)
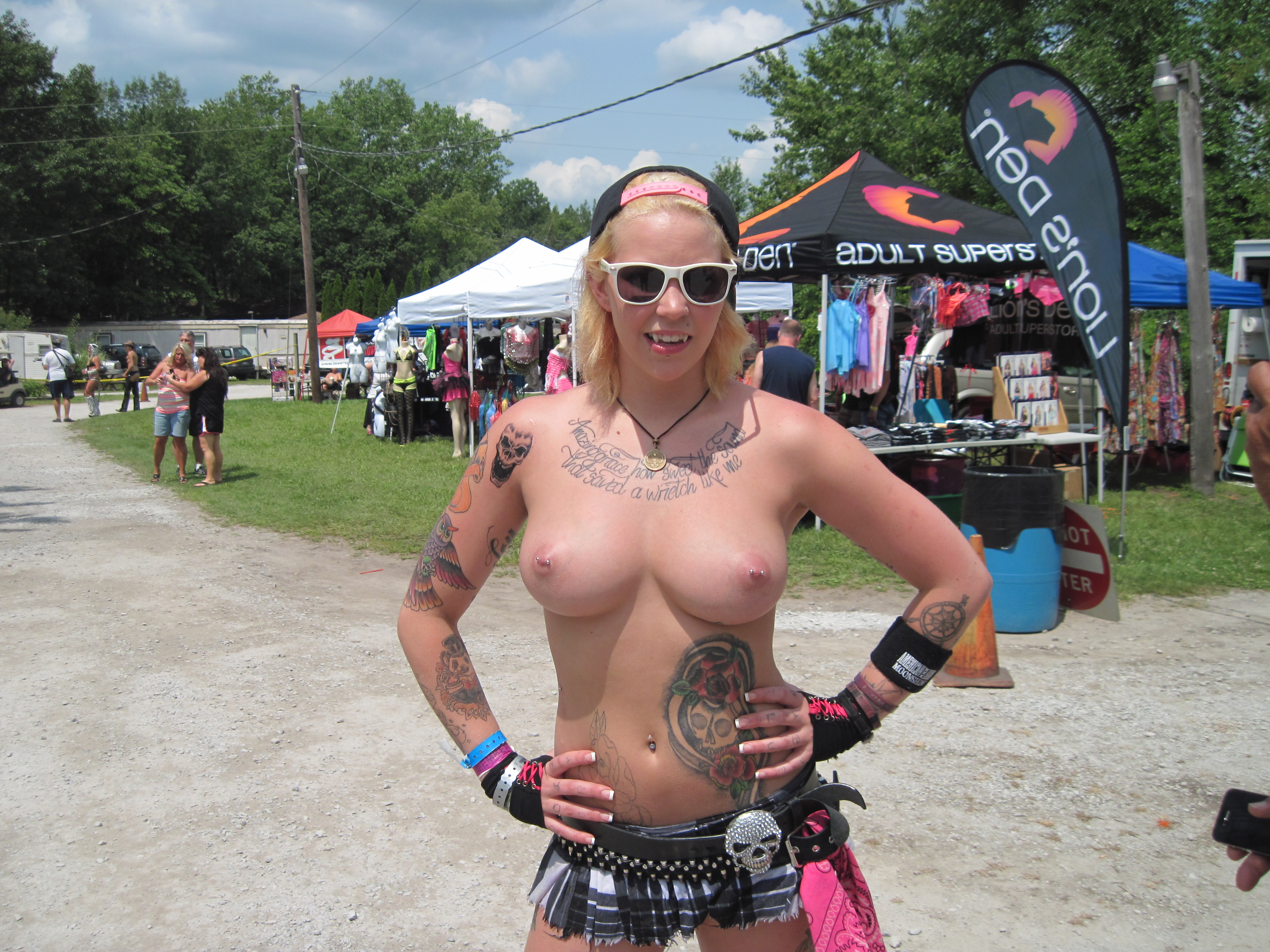
Topless žena s tetováním